# Cordillera de Altoviento

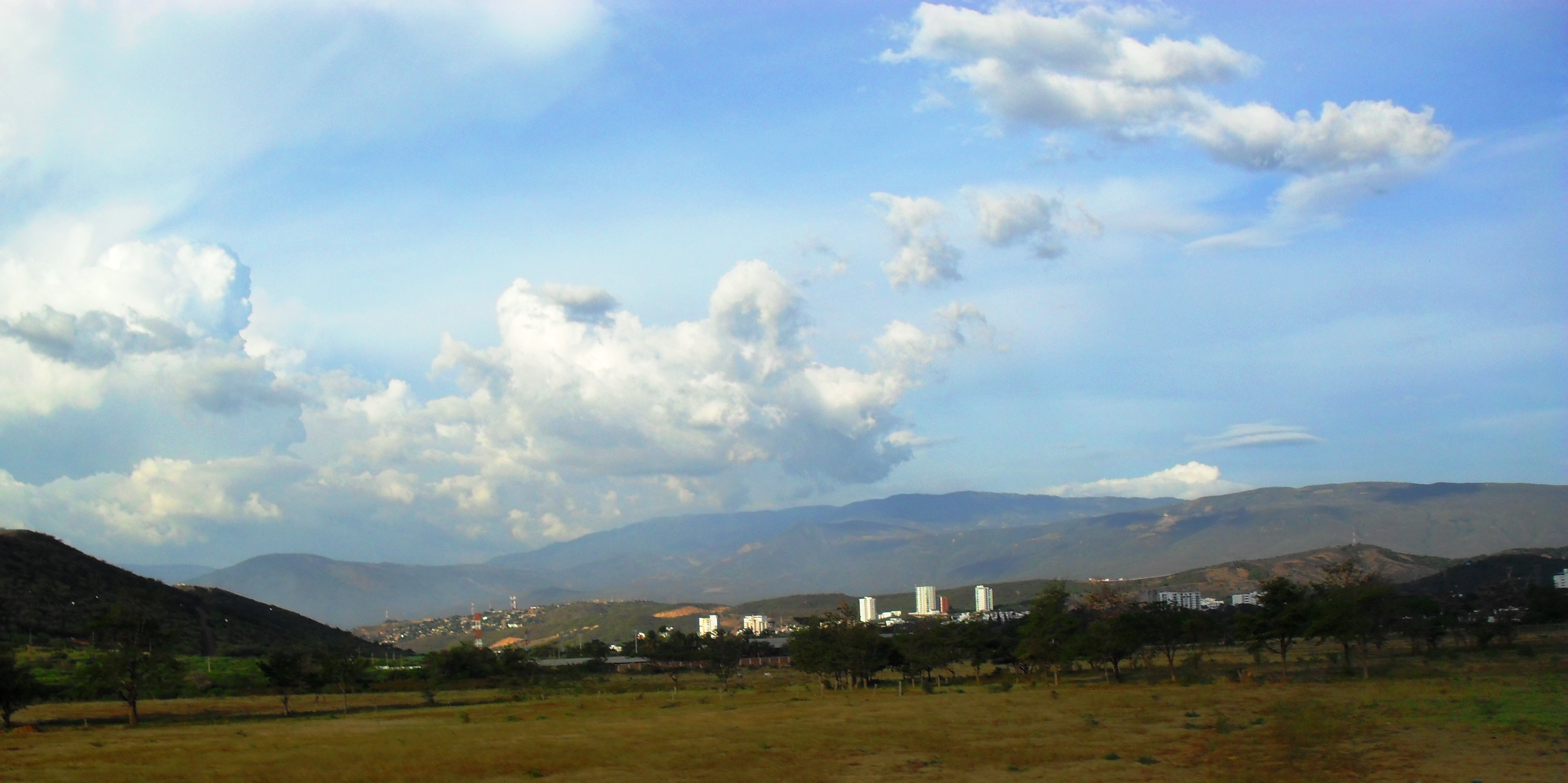
Vista de la cordillera desde el sur de Cúcuta.

La cordillera de Altoviento está localizado en la región compuesta por el Departamento de Norte de Santander (Colombia) y el Estado Táchira (Venezuela). Penetra en la ciudad de Cúcuta un poco al norte de El Escobal, y sigue bordeando por el oriente del mismo; es un ramal de la cordillera oriental desprendido en el páramo de Tamá, en el límite de las antiguas provincias de Pamplona y Ricaurte, ramal éste que luego penetra en Venezuela, sigue separando las aguas que van al río Uribante de las que van al Táchira, con el nombre de montañas de Capacho y la Mulera y se llama de Altoviento al entrar nuevamente a Colombia, después demarca el límite entre las dos repúblicas, desde el nacimiento de la quebrada de Pedro hasta el de la quebrada de La China, vuelve a Venezuela por las lomas donde se asienta la población de Ricaurte o Mucujúm y se alza a una gran altura sobre el nivel del mar 2000 m aproximado.